# Casa al carrer Jacint Verdaguer, 14 (Santa Coloma de Farners)
La casa al carrer Jacint Verdaguer, 14 és una obra eclèctica de Santa Coloma de Farners (Selva) inclosa a l'Inventari del Patrimoni Arquitectònic de Catalunya.

## Descripció
Edifici de construcció senzilla, típica de l'època, que segueix els criteris de composició generals. Planta rectangular i teulada a dues vessants amb caiguda a la façana. Format per dos pisos amb tres obertures rectangulars cada un i balcons de ferro forjat. A la planta baixa les obertures estan emmarcades per dovelles de pedra en forma rectangular i les dues finestres presenten una reixa de ferro forjat, senzilla, sense ornamentació. Sobre la porta principal, una reixa amb ondulacions dibuixa la data de 1883 al centre. Hi ha un petit portal a l'esquerra, possiblement posterior, que trenca la simetria de la façana, des del qual només es deu accedir al pis superior.

## Història
Hi ha molts edificis al centre històric de Santa Coloma de Farners que segueixen el mateix esquema compositiu, d'estil noucentista. Degut al trasllat de la gent del camp a les ciutats els nuclis urbans creixen, i això demostra el considerable creixement d'aquesta època.